# Латиноамериканская литература
Латиноамериканская литература — устные и письменные произведения литературы Латинской Америки на разных языках, включая испанский, португальский, индейские языки Южной Америки и Месоамерики. Также к латиноамериканской литературе относят литературу Соединённых Штатов, написанную на испанском языке.
Во второй половине XX века латиноамериканская литература приобрела сравнительную популярность, во многом благодаря развитию метода, получившего название «магический реализм».
Латиноамериканский бум — резко возросший интерес к латиноамериканским авторам в мире — принёс известность таким авторам, как Аугусто Роа Бастос из Парагвая, Хорхе Луис Борхес, Эрнесто Сабато и Хулио Кортасар из Аргентины, Карлос Фуэнтес из Мексики, Марио Варгас Льоса из Перу, Пабло Неруда из Чили, и Габриэль Гарсиа Маркес из Колумбии.
Латиноамериканский бум открыл дорогу для представляющих регион писателей следующих поколений (пост-бум), таких как Роберто Боланьо, Изабель Альенде, Элена Понятовска, Джаннина Браски, и Луиса Валенсуэла.
Шесть латиноамериканских авторов стали обладателями Нобелевской премии по литературе:
чилийская поэтесса Габриэла Мистраль (1945),
гватемальский прозаик Мигель Астуриас (1967),
чилийский поэт Пабло Неруда (1971),
колумбийский прозаик Габриэль Гарсиа Маркес (1982),
мексиканский поэт Октавио Пас (1990) и
перуанский прозаик Марио Варгас Льоса (2010).